# Effet Staebler–Wronski
L'effet Staebler-Wronski (SWE) fait référence aux changements métastables induits par la lumière sur les propriétés du silicium amorphe hydrogéné. 
La densité de défauts du silicium amorphe hydrogéné (a-Si:H) augmente avec l'exposition à la lumière, ce qui provoque une augmentation du courant de recombinaison et réduit l'efficacité de la conversion de la lumière en électricité.
Il a été découvert par David L. Staebler (en) et Christopher R. Wronski (en) en 1977. Ils ont montré que le courant d'obscurité et de photoconductivité de silicium amorphe hydrogéné peut être réduit de manière significative par illumination avec de la lumière intense prolongée.